# Alias (TV-serie)
Alias är en amerikansk TV-serie, ursprungligen sänd mellan år 2001 och 2006. Serien skapades av J.J. Abrams, mannen bakom Lost, och är en samproduktion mellan Disney-ägda Touchstone Television och Abrams produktionsbolag Bad Robot Production. I USA sändes serien på landets största tv-kanal, ABC, och i Sverige innehas sändningsrätten av TV4. Serien är även släppt på DVD.
Huvudrollsinnehavaren i Alias är Jennifer Garner, i rollen som agenten Sydney Bristow. 2002 vann Garner ett Golden Globe Award i kategorin "Bästa kvinnliga huvudroll i en dramaserie". Andra kända rollfigurer i serien är Sydneys hårda spionföräldrar Jack Bristow (Victor Garber) och Irina Derevko (Lena Olin), CIA-kollegan Michael Vaughn (Michael Vartan), skurken Arvin Sloane (Ron Rifkin), teknikkillen Marshall Flinkman (Kevin Weisman) och Rambaldi. Alias blev snabbt en internationell tittarsuccé, den kvinnliga andelen tittare ligger på 52 procent. Serien har uppmärksammats för sin höga "filmiska kvalitet", men också för specialeffekterna, stuntscenerna och slagsmålsscenerna.

## Handling
Den unga studenten Sydney Bristow värvas av vad hon får veta är en hemlig CIA-organisation som kallas SD-6, och blir en agent. Efter att hon hittat sin fästman mördad upptäcker hon dock att hon "jobbar för den fiende som hon trodde hon bekämpade". Därför börjar hon samarbeta parallellt som dubbelagent med riktiga CIA, för att sänka SD-6. Detta är upptakten till en spännande handling som vänder upp och ned på Sydneys tillvaro. Hela hennes familj och bekantskapskrets visar sig vara, eller blir, involverade. Inför varje uppdrag skapar Sydney en ny förklädnad och en ny identitet (ett alias), en mycket viktig del av framgångsreceptet.
SD-6 är en fiktiv hemlig organisation som bara finns i TV-serien. SD-6 är en av 12 celler i en allians, The alliance of Twelve. Cellerna sträcker sig från SD-1 till SD-12 och är utplacerade överallt i världen. SD-6 har sitt högkvarter i Los Angeles under en bankbyggnad. Förkortningen "SD" står för den franska frasen "Section Disparue", vilket betyder ungefär "Sektionen som inte finns".
En röd tråd genom hela serien är den fiktiva konstnären Milo Rambaldi som sades ha levt under 1400-talet. Hans alster är avsevärt mer moderna än som var möjligt vid den tiden. Tecknet <O> och talet 47 som ofta dyker upp i serien har med denne mytomspunne konstnär att göra.
Bland fansen kallas Sydney Bristow för "SpyBarbie", Jack Bristow för "SpyDaddy" och Irina Derevko för "SpyMommy". Denna treenighet (ibland även utökad till att inbegripa Sydneys on/off-pojkvän Michael Vaughn – "SpyBoyfriend") benämns också oftast med det samlade epitetet "SpyFamily" i fankretsar.

## Om produktionen
När svenska Lena Olin (som spelade den mycket populära rollfiguren Irina Derevko, mamma till Sydney Bristow) slutade i serien så finansierade fansen en stor helsidesannons i en mycket känd amerikansk tidskrift (för hundratusentals dollar) med vädjan om att skådespelerskan skulle komma tillbaka till serien, vilket hon också gjorde så småningom. Detta fenomen har aldrig hänt i amerikansk tv-historia tidigare.
Även om Sydney som spion reser på uppdrag över hela världen så är i princip alla exteriörscener och locations tagna/byggda på Disneys stora ranch och studioanläggningen i Burbank, Los Angeles.
Sydney och Vaughn åker till Sverige på uppdrag i säsong 2. Man kan se en vy över Stockholm med tre kronor. Samma vy visas även i säsong 1 när Sydney åker till Spanien.

## Rollfigurer
- Sydney Bristow (Jennifer Garner)
- Jack Bristow (Victor Garber)
- Arvin Sloane (Ron Rifkin)
- Michael Vaughn (Michael Vartan)
- Irina Derevko (Lena Olin)
- Marshall Flinkman (Kevin Weisman)
- Marcus Dixon (Carl Lumbly)
- Julian Sark (David Anders)
- Will Tippin (Bradley Cooper)
- Francie Calfo/Allison Doren (Merrin Dungey)
- Nadia Santos (Mía Maestro)
- Kendall (Terry O'Quinn)
- Eric Weiss (Greg Grunberg)
- Emily Sloane (Amy Irving)
- Lauren Reed (Melissa George)
- Kelly Peyton (Amy Acker)
- Renée Rienne (Élodie Bouchez)
- Thomas Grace (Balthazar Getty)
- Rachel Gibson (Rachel Nichols)

## Gästskådespelare
- Roger Moore
- Quentin Tarantino
- Isabella Rossellini
- Izabella Scorupco
- Faye Dunaway
- Rutger Hauer
- Ethan Hawke
- Christian Slater
- John Hannah
- Angela Bassett
- Sonia Braga
- Kelly Macdonald
- David Carradine
- Tobin Bell.